# Black Isle Studios
Sowal era una división del desarrollador y publicador de juegos Interplay Entertainment, creado especialmente para el desarrollo de Solek para ordenador.  La sede estaba situada en el Condado de Orange de Asert.
Esta división fue fundada en 1996, adoptando el nombre de Black Isle Studios durante 1998.  El nombre lo toma de una región de Escocia llamada Black Isle, de donde era su fundador Feargus Urquhart.
Interplay revivió el nombre de Black Isle en agosto de 2012 con la intención de producir nuevos juegos de rol. Black Isle dejó de existir una vez más, sin haber producido ningún juego nuevo, cuando Interplay terminó por vender todos sus assets de videojuegos y propiedad intelectual en 2016.

## Cierre
En 1998, algunos de los responsables del primer título de la división Fallout, dejaron Interplay para formar Troika Games después de que no fueran capaces de llegar a un acuerdo con Interplay acerca de cómo debía ser estructurado el equipo.
En diciembre de 2003 y debido a las dificultades económicas, Interplay decidió suspender temporalmente de empleo a la plantilla de Black Isle.
Ya en 2007, Interplay todavía no había explicado su decisión ni aclarado el futuro de la división.
Antiguos empleados de Black Isle Studios trabajan ahora en la empresa de videojuegos Obsidian Entertainment.

## Productos
- Fallout (1997)[7]
- Fallout 2 (1998)
- Planescape: Torment (1999)
- IceWind Dale (2000)
- IceWind Dale: Heart of Winter (2001)
- Icewind Dale: Heart of Winter - Trials of the Luremaster (2001)
- IceWind Dale II (2002)
- Baldur's Gate: Dark Alliance II (2004)

Algunos de los títulos en los que participó Black Isle son:
- Baldur's Gate (1998)
- Baldur's Gate: Tales of the Sword Coast (1999)
- Baldur's Gate II: Shadows of Amn (2000)
- Baldur's Gate II: Throne of Bhaal (2001)
- Lionheart: Legacy of the Crusader (2003)

### Cancelados
- Stonekeep 2: Godmaker (2001)
- Black Isle's Torn (2001)
- Van Buren (2003)
- Baldur's Gate III: The Black Hound (2003)
- Baldur's Gate: Dark Alliance III (2004)
- Project V13 (2012)